# روت (راین-هونسروک)
روت (به آلمانی: Roth) یک شهر در آلمان است که در راین-هونسروک واقع شده‌است. روت ۲۵۹ نفر جمعیت دارد.